# Lancing Ring
Lancing Ring är en kulle i Storbritannien.   Den ligger i grevskapet West Sussex och riksdelen England, i den södra delen av landet, 70 km söder om huvudstaden London. Toppen på Lancing Ring är 110 meter över havet.
Terrängen runt Lancing Ring är huvudsakligen platt, men åt nordost är den kuperad. Havet är nära Lancing Ring åt sydost. Närmaste större samhälle är Brighton, 13,2 km öster om Lancing Ring. 